# Miss Maine USA

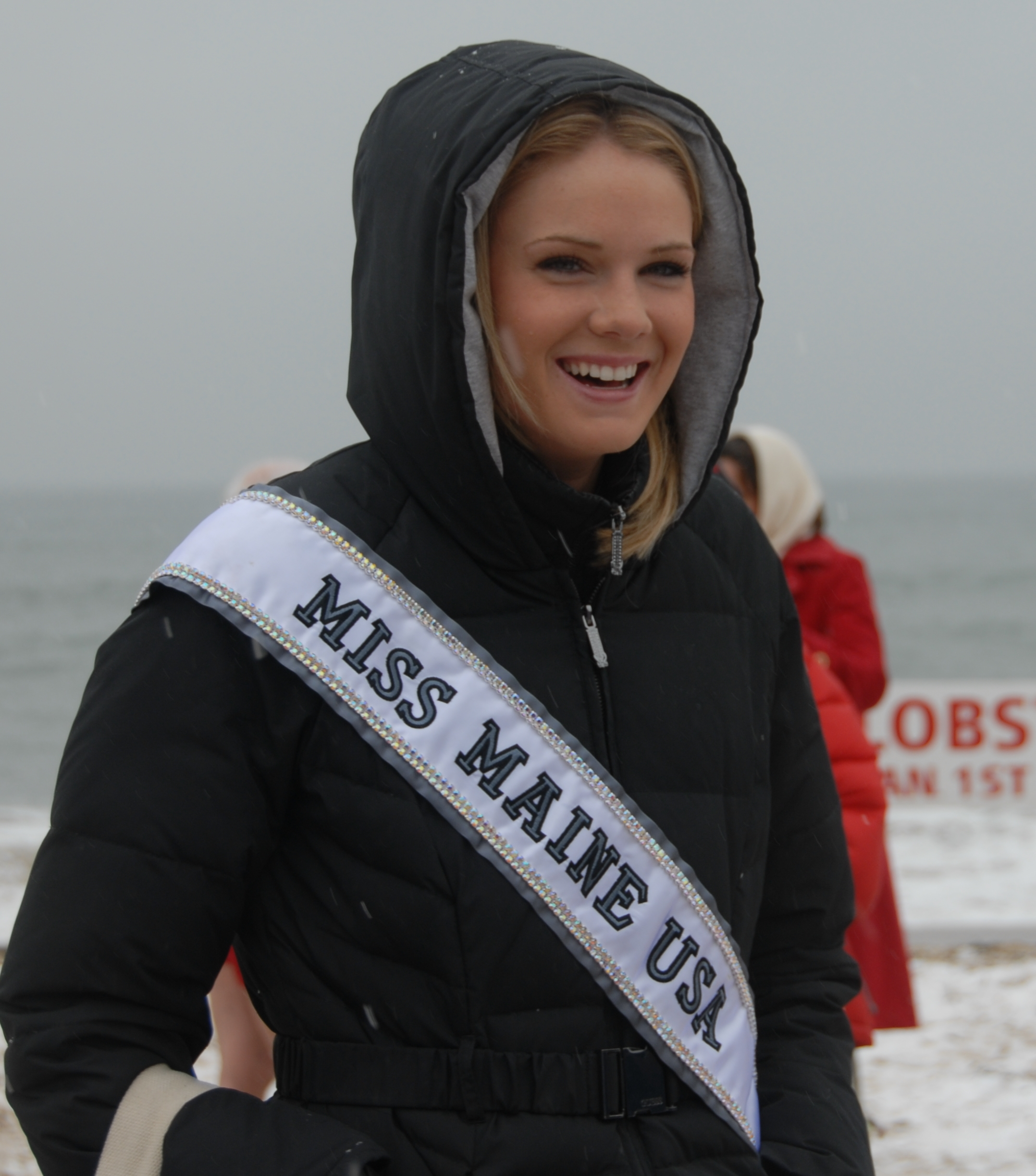
Katie Whittier, Miss Maine USA 2010.

Miss Maine USA, est un concours de beauté féminin, pour les jeunes femmes âgées de 17 à 26 ans, résidentes de l'État du Maine, qualificative pour l'élection de Miss USA.

## Titres
| Année | Nom                          | Domicile           | Âge1 | Classement  | Prix spéciaux | Notes |
| ----- | ---------------------------- | ------------------ | ---- | ----------- | ------------- | --- |
| 2025  | Shelby Howell                | Bangor             | 25   |             |               | |
| 2024  | Anne Baldridge               | Portland           | 25   |             |               | |
| 2023  | Juliana Morehouse Locklear   | Portland           | 23   |             |               | • Fille de Lynn Jenkins Morehouse, Miss Caroline du Nord USA 1994. • Première titulaire du titre d'État de Miss USA mariée |
| 2022  | Elizabeth Kervin             | Winterport         | 20   |             |               | |
| 2021  | Veronica Iris Bates          | Portland           | 21   |             |               | |
| 2020  | Julia Van Steenberghe        | Old Town           | 21   |             |               | |
| 2019  | Lexie Elston                 | Windham            | 23   |             |               | |
| 2018  | Marina Gray                  | Portland           | 22   | Top 10      |               | |
| 2017  | Brooke Harris                | Lee                | 26   |             |               | |
| 2016  | Marisa Butler                | Portland           | 21   |             |               | |
| 2015  | Heather Elwell               | West Bath          | 26   |             |               | |
| 2014  | Samantha Dahlborg            | Gorham             | 20   |             |               | |
| 2013  | Ali Clair                    | South China        | 23   |             |               | |
| 2012  | Rani Williamson              | Portland           | 25   | Top 16      |               | |
| 2011  | Ashley Lynn Marble           | Topsfield          | 27   | Top 8       |               | Participation à Miss Maine Teen USA 2000.                                                                                  |
| 2011  | Emily Johnson                | South Portland     | 22   |             |               | Refuse la couronne le 25 janvier 2011 afin d'assister au mariage de sa sœur à la même date que le concours Miss USA.       |
| 2010  | Katie Ashley Whittier        | New Gloucester     | 26   | 4e dauphine |               | Meilleurs classement de l'État du Maine.                                                                                   |
| 2009  | Ashley Underwood             | Benton             | 24   |             |               | Candidate à Survivor: Redemption Island.                                                                                   |
| 2008  | Kaetlin Parent               | Van Buren          | 20   |             |               | Participation à Miss Maine Teen USA 2005.                                                                                  |
| 2007  | Erin Good                    | Fairfield          | 22   |             |               | |
| 2006  | Katee Stearns                | Orono              | 19   | Top 15      |               | Participation à Maine's Junior Miss 2004.                                                                                  |
| 2005  | Erica Marie Commeau          | Brewer             | 20   |             |               | |
| 2004  | Mackenzie Davis              | Hallowell          | 24   |             |               | Déléguée de comité Miss Maine USA et Miss Maine Teen USA.                                                                  |
| 2003  | Lacey Lee Hutchinson         | Biddeford          | 23   |             |               | |
| 2002  | Su-Ying Leung                | Oakland            |      |             |               | |
| 2001  | Melissa Bard                 | Winslow            |      |             |               | |
| 2000  | Jennifer Lyn Hunt            | Rumford            |      |             |               | Participation à Miss Maine Teen USA 1994.                                                                                  |
| 1999  | Heather Coutts               | Portland           |      |             |               | Madame Maine America 2006.                                                                                                 |
| 1998  | Kathy Morse                  | Standish           |      |             |               | |
| 1997  | Stephanie Worcester          | Winthrop           | 20   |             |               | |
| 1996  | Julann Vadnais               | Biddeford          | 23   |             |               | |
| 1995  | Kerri Malinowski             | Pittston           |      |             |               | Participation à Miss Maine Teen USA 1991.                                                                                  |
| 1994  | Colleen Brink                | Gorham             |      |             |               | |
| 1993  | Jodi Cutting                 | Waterville         |      |             |               | |
| 1992  | Linda Marie Kiene            | Scarborough        |      |             |               | Participation à Miss Maine Teen USA 1986.                                                                                  |
| 1991  | Melissa Oliver               | South Portland     |      |             |               | |
| 1990  | Leigh Bubar                  | Sanford            |      |             |               | |
| 1989  | Kirsten Blakemore            | Brunswick          |      |             |               | |
| 1988  | Suzanne Grenier              | Scarborough        |      |             |               | |
| 1987  | Ginger Kilgore               | South Portland     |      |             |               | |
| 1986  | Annie Lewis                  | Portland           |      |             |               | |
| 1985  | Tracie Samara                | Portland           |      |             |               | |
| 1984  | Vickie Lynn Gay              | Oxford             |      |             |               | |
| 1983  | Rosemarie Hemond             | Minot              |      |             |               | |
| 1982  | Theresa Ann Cloutier         | South Portland     |      |             |               | |
| 1981  | Judy Lynn Footer             | Bath               |      |             |               | |
| 1980  | Victoria Elias               | Benton             |      |             |               | |
| 1979  | Valerie Crooker              | Brunswick          |      |             |               | Miss Maine 1980 |
| 1978  | Catherine Ursula Ledue       | Portland           |      |             |               | |
| 1977  | Tina Ann Brown               | Portland           | 21   | Top 12      |               | |
| 1976  | Dawn St.Clair                | Waterville         |      |             |               | |
| 1975  | Denise Sue Hill              | Orono              |      |             |               | |
| 1974  | Rebecca Ruth Titcomb         | Houlton            | 19   |             |               | |
| 1973  | Brenda Davis                 | Southwest Harbor   |      |             |               | |
| 1972  | Cynthia Luce                 | Sugarloaf Mountain |      |             |               | |
| 1971  | Ruth McCleery                | Farmington         |      |             |               | |
| 1970  | Margaret Aletha McAleer      | Waterville         | 20   | Top 15      |               | Représente le Maine, à Miss Monde USA 1970.                                                                                |
| 1969  | Elaine Bolduc                | Winslow            |      |             |               | |
| 1968  | Cheryl Campbell              | Skowhegan          |      |             |               | |
| 1967  | Marlo Williams               | Bangor             |      |             |               | |
| 1966  | Susan Bartash                | Rumford            |      |             |               | |
| 1965  | Georgia Wilson               | Portland           |      |             |               | |
| 1964  | Corneille « Connie » Edwards | Mechanic Falls     |      |             |               | |
| 1963  | Laurel Ann Barker            | Portland           |      |             |               | |
| 1962  | Karen J. Henderson           | South Portland     |      |             |               | |
| 1961  | Barbara Ann Dyer             | Dexter             |      |             |               | |
| 1960  | Terry Suzanne Tripp          | Lewiston           |      |             |               | |
| 1959  | Carolyn Ann Komant           | Kittery            | 18   | Top 15      |               | |
| 1958  | Karen Louise Hanson          | Cumberland Center  |      |             |               | |
| 1957  | Roberta Aymie                | Jackman            |      |             |               | |
| 1956  | Sans participation           |                    |      |             |               | |
| 1955  | Sans participation           |                    |      |             |               | |
| 1954  | Sans participation           |                    |      |             |               | |
| 1953  | Jackie Lee                   | Cape Neddick       | 22   | Top 16      |               | |
| 1952  | Jean Marie Lemire*           | Old Town           |      |             |               | |

- 1 Âge au moment de la participation au concours.